# Boccia aux Jeux paralympiques d'été de 1996
Navigation
Barcelone 1992 Sydney 2000

La compétition de boccia des Jeux paralympiques d'été de 1996 s'est déroulée dans la ville d'Atlanta. 64 athlètes étaient en compétition dans cinq épreuves, trois individuelles et deux par équipe.    
Il s'agit de la quatrième édition du boccia aux Jeux paralympiques.

## Classification
Les athlètes atteints de handicap moteur grave sont classés en trois catégories.
- C1 : athlètes paralysés cérébraux.
- C1 assisté : athlètes paralysés cérébraux avec dispositif d'aide.
- C2 : athlètes ayant d’importantes difficultés motrices.

## Résultats
| Épreuves              | Or                                                             | Argent                                                            | Bronze                                                   |
| --------------------- | -------------------------------------------------------------- | ----------------------------------------------------------------- | -------------------------------------------------------- |
| Individuel C1         | Kim Hae-ryung (KOR)                                            | Henrik Jorgensen (DEN)                                            | Steven Thompson (USA)                                    |
| Individuel C1 assisté | José Macedo (POR)                                              | Yolanda Martin (ESP)                                              | Paul Driesen (BEL)                                       |
| Individuel C2         | Maria Rodriguez (ESP)                                          | Thomas Leahy (IRL)                                                | Jesús Fraile (ESP)                                       |
| Paires C1 assisté     | Portugal Armando Costa José Macedo                             | Grande-Bretagne Joyce Carle Zoe Edge                              | Australie Kris Bignall Tu Huyhn                          |
| Équipe C1–2           | Portugal Antonio Cid Jesús Fraile Miguel Gomez Maria Rodriguez | Portugal Pedro Silva João Alves Fernando Ferreira António Marques | Corée du sud Jung Yu-seok Kim Hae-ryung Kim Joon You Won |

## Tableau des médailles
| Rang  | Nation          | Or | Argent | Bronze | Total |
| ----- | --------------- | -- | ------ | ------ | ----- |
| 1     | Espagne         | 2  | 1      | 1      | 4     |
| 2     | Portugal        | 2  | 1      | 0      | 3     |
| 3     | Corée du Sud    | 1  | 0      | 1      | 2     |
| 4     | Danemark        | 0  | 1      | 0      | 1     |
| 4     | Grande-Bretagne | 0  | 1      | 0      | 1     |
| 4     | Irlande         | 0  | 1      | 0      | 1     |
| 7     | Australie       | 0  | 0      | 1      | 1     |
| 7     | Belgique        | 0  | 0      | 1      | 1     |
| 7     | États-Unis      | 0  | 0      | 1      | 1     |
| Total | Total           | 5  | 5      | 5      | 15    |